# Championnat de Libye de football 1975-1976
Navigation
Saison précédente Saison suivante
La saison 1975-1976 du Championnat de Libye de football est la onzième édition du championnat de première division libyen. La compétition est en fait une phase finale qui réunit les trois clubs vainqueurs des championnats régionaux (Est, Ouest et Sud). Les clubs affrontent deux fois leurs adversaires, à domicile et à l'extérieur.
C'est le club d'Al Medina Tripoli, vainqueur du championnat régional Ouest, qui remporte le titre, après avoir terminé en tête du classement devant Al Ahly Benghazi, tenant du titre et champion de la région Est et Al-Qurthabia Sabha. C'est le tout premier titre de champion de Libye de l'histoire du club.

## Les clubs participants
| - Al-Qurthabia Sabha - Champion de la région Sud - Al Ahly Benghazi - Champion de la région Est - Al Medina Tripoli - Champion de la région Ouest |

## Compétition

### Classement
| Rang | Équipe             | Pts | J | G | N | P | Bp | Bc | Diff |  | Résultats (▼ dom., ► ext.) | Med | Ahl | Qur |
| ---- | ------------------ | --- | - | - | - | - | -- | -- | ---- |  | -------------------------- | --- | --- | --- |
| 1    | Al Medina Tripoli  | 6   | 4 | 2 | 2 | 0 | 10 | 3  | +7   |  | Al Medina Tripoli          |     | 2-1 | 2-2 |
| 2    | Al Ahly BenghaziT  | 4   | 4 | 1 | 2 | 1 | 3  | 3  | 0    |  | Al Ahly BenghaziT          | 0-0 |     | 1-0 |
| 3    | Al Qurthabia Sebha | 2   | 4 | 0 | 2 | 2 | 3  | 10 | -7   |  | Al Qurthabia Sebha         | 0-6 | 1-1 |     |

| Qualifications et relégations | Qualifications et relégations                                  |
| ----------------------------- | -------------------------------------------------------------- |
|                               | Qualification pour la Coupe d'Afrique des clubs champions 1977 |
|                               | T : Tenant du titre                                            |

## Bilan de la saison
| Championnat de Libye de football 1975-1976 |                               |
| Champion                                   | Al Medina Tripoli (1er titre) |
| Coupes et trophées                         |                               |
| Vainqueur de la Coupe de Libye 1975-1976   | Al Ahly Tripoli               |
| Qualifications continentales               |                               |
| Coupe d'Afrique des clubs champions 1977   | Al Medina Tripoli             |
| Coupe des Coupes 1977                      | Al Ahly Tripoli               |
| Promotions et relégations                  |                               |
| Promus en Premier League                   | Aucun                         |
| Relégués en Second Division                | Aucun                         |